# Morti nel 1651
| Questa pagina contiene informazioni ricavate automaticamente dalle voci biografiche con l'ausilio del template Bio e di un bot. L'aggiornamento è periodico e automatico e ricostruisce completamente la pagina. Se manca una persona in questa lista, sei pregato di non aggiungerla, ma accertati piuttosto che la sua voce biografica contenga il template Bio e che i dati anagrafici siano correttamente compilati. Se il template Bio manca, inseriscilo tu stesso o, in alternativa, metti l'avviso {{tmp\|Bio}} che ne segnala la mancanza. Se i dati riportati sono sbagliati, correggi direttamente la voce biografica; le modifiche saranno visibili in questa lista entro pochi giorni. Per chiarimenti vedi il progetto biografie. La lista contiene solo le 101 persone che sono citate nell'enciclopedia e per le quali è stato implementato correttamente il template Bio. Pagina aggiornata al 12 set 2024. |

## Gennaio(7)
- 4 gennaio - Angioletta delle Rive,  italiana
- 6 gennaio - Jacob Franquart, pittore, incisore e architetto fiammingo
- 9 gennaio - Lodovico Grignani, editore e tipografo italiano (n. 1586)
- 22 gennaio - Johann Holwarda, astronomo e fisico olandese (n. 1618)
- 27 gennaio - Abraham Bloemaert, pittore olandese (n. 1564)
- 29 gennaio - Diego de Colmenares, storico e biografo spagnolo (n. 1586)
- 31 gennaio - Francesco Amico, teologo italiano (n. 1578)

## Febbraio(3)
- 6 febbraio - Ermanno Augusto di Brandeburgo-Bayreuth, nobile tedesco (n. 1615)
- 12 febbraio - Johann Jacob Pock, architetto e scultore tedesco (n. 1604)
- 24 febbraio - Mōri Hidenari, militare giapponese (n. 1595)

## Marzo(4)
- 7 marzo - Costanza Gonzaga, nobile italiana (n. 1571)
- 11 marzo - Alvise Contarini, diplomatico italiano (n. 1597)
- 18 marzo - Gerard Seghers, pittore fiammingo (n. 1591)
- 21 marzo - Caterina Carlotta del Palatinato-Zweibrücken, nobile (n. 1615)

## Aprile(3)
- 1º aprile - Giovanni d'Assia-Braubach (n. 1609)
- 7 aprile - Lennart Torstenson, ufficiale e ingegnere militare svedese (n. 1603)
- 15 aprile - Tommaso Francini, ingegnere italiano (n. 1572)

## Maggio(2)
- 9 maggio - Cornelis de Vos, pittore fiammingo (n. 1585)
- 16 maggio - Partenio II di Costantinopoli, arcivescovo ortodosso greco

## Giugno(2)
- 8 giugno - Tokugawa Iemitsu, militare giapponese (n. 1604)
- 17 giugno - Francesco Piccolomini, gesuita italiano (n. 1582)

## Luglio(3)
- 8 luglio - Carlotta di Essart, nobile francese (n. 1580)
- 14 luglio - René de Voyer de Paulmy d'Argenson, politico francese (n. 1596)
- 26 luglio - Hendrik van der Borcht il Vecchio, incisore e pittore fiammingo (n. 1583)

## Agosto(10)
- 1º agosto - Maria Anna Teresa Vasa, principessa polacca (n. 1650)
- 2 agosto - Ercole Grimaldi, nobile monegasco (n. 1623)
- 8 agosto - Amalia Elisabetta di Hanau-Münzenberg, contessa (n. 1602)
- 16 agosto - Leonardo Della Torre, doge (n. 1570)
- 16 agosto - Henricus Hondius, incisore, cartografo e editore olandese (n. 1597)
- 18 agosto - Niccolò Tornioli, pittore italiano
- 20 agosto - Jeremi Michał Wiśniowiecki, generale polacco (n. 1612)
- 25 agosto - Luis Quiñones de Benavente, poeta, drammaturgo e presbitero spagnolo (n. 1581)
- 27 agosto - Jacob Adriaensz Backer, pittore olandese (n. 1609)
- 31 agosto - Giovanni Francesco Marcorelli, compositore e organista italiano (n. 1610)

## Settembre(10)
- 2 settembre - Kösem Sultan,  ottomana
- 3 settembre - Giovanni Giacomo Panciroli, cardinale italiano (n. 1587)
- 8 settembre - Rocco Pirri, abate e storico italiano (n. 1577)
- 12 settembre - Félix Castello, pittore spagnolo (n. 1595)
- 12 settembre - William Hamilton, II duca di Hamilton, nobile, militare e politico scozzese (n. 1616)
- 18 settembre - Francisco de Melo, politico, diplomatico e militare spagnolo (n. 1597)
- 23 settembre - Ulrich Schläpfer, politico svizzero (n. 1580)
- 24 settembre - Étienne Pascal, magistrato e matematico francese (n. 1588)
- 25 settembre - Ciriaco Rocci, cardinale e arcivescovo cattolico italiano (n. 1582)
- 27 settembre - Massimiliano I di Baviera, nobile tedesco (n. 1573)

## Ottobre(12)
- 4 ottobre - Ludwig Camerarius, politico, avvocato e scrittore tedesco (n. 1573)
- 6 ottobre - Heinrich Albert, compositore e poeta tedesco (n. 1604)
- 7 ottobre - Jacques Sirmond, gesuita francese (n. 1559)
- 8 ottobre - Anna Caterina Vasa, principessa polacca (n. 1619)
- 15 ottobre - Philippus Rovenius, arcivescovo cattolico olandese
- 15 ottobre - James Stanley, VII conte di Derby, politico e militare inglese (n. 1607)
- 17 ottobre - Francesca Farnese, monaca cristiana e badessa italiana (n. 1593)
- 19 ottobre - Alessio Gemignani, pittore italiano (n. 1567)
- 24 ottobre - Luca Giustiniani, doge (n. 1586)
- 27 ottobre - Panfilo Nuvolone, pittore italiano (n. 1581)
- 28 ottobre - Giobbe di Počaïv, monaco cristiano ucraino (n. 1551)
- 30 ottobre - Terence Albert O'Brien, vescovo cattolico irlandese (n. 1601)

## Novembre(7)
- 6 novembre - Georg Adam von Martinitz, nobile ceco (n. 1602)
- 12 novembre - Terenzio Alciati, gesuita, teologo e storico italiano (n. 1570)
- 17 novembre - Fausto Caffarelli, arcivescovo cattolico italiano (n. 1595)
- 22 novembre - Francis Scott, II conte di Buccleuch, nobile scozzese (n. 1626)
- 22 novembre - Giovanni Battista Soria, architetto italiano (n. 1581)
- 23 novembre - Francesco Guarini, pittore italiano (n. 1611)
- 26 novembre - Henry Ireton, generale inglese (n. 1611)

## Dicembre(5)
- 1º dicembre - Pietro Niccolini, arcivescovo cattolico italiano (n. 1572)
- 3 dicembre - Francesco di Cossé-Brissac, militare francese (n. 1585)
- 6 dicembre - Anna Visscher, artista, poetessa e traduttrice olandese (n. 1583)
- 15 dicembre - Virginia Centurione Bracelli, religiosa italiana (n. 1587)
- 19 dicembre - Giovanni Faustini, librettista e impresario teatrale italiano (n. 1615)

## Senza giorno specificato(33)
- Bartolomeo Montalbano, francescano e compositore italiano
- Tugay Bey, militare ucraino
- Jean Absat, scrittore e mistico francese (n. 1593)
- Giovanni Battista Amigazzi, pittore italiano
- Friedrich Brentel, incisore e pittore tedesco (n. 1580)
- Giacomina di Bueil, nobildonna francese (n. 1588)
- Giovanni Domenico Cappellino, pittore italiano (n. 1580)
- Nicolas Caussin, gesuita, scrittore e teologo francese (n. 1583)
- Giacinto Andrea Cicognini, drammaturgo e librettista italiano (n. 1606)
- Nathaniel Culverwel, filosofo e teologo inglese (n. 1619)
- Arthur Dee, medico e alchimista inglese (n. 1579)
- Floris van Dijck, pittore olandese (n. 1575)
- Dong Xiaowan, poetessa e scrittrice cinese (n. 1624)
- Matteo Ferrucci, scultore italiano (n. 1570)
- Lucrina Fetti, pittrice italiana
- Cesare Fracanzano, pittore italiano (n. 1605)
- Fortunato Gatti, pittore italiano (n. 1597)
- Pier Giuseppe Giustiniani, poeta italiano
- Henry Grey, X conte di Kent, nobile e politico inglese (n. 1594)
- Jan van den Hoecke, pittore e disegnatore fiammingo (n. 1611)
- Giovanni Girolamo Kapsberger, musicista e compositore italiano
- Arnold Johan Messenius, storico svedese (n. 1607)
- Pietro Michiele, poeta italiano (n. 1603)
- Marcin Mielczewski, compositore polacco (n. 1600)
- Shabdrung Ngawang Namgyal, monaco buddhista tibetano (n. 1594)
- Francesco Pellizzari, gesuita e scrittore italiano
- Nunzio Rossi, pittore italiano (n. 1626)
- Joris van Schooten, pittore olandese (n. 1587)
- Tommaso Stigliani, poeta, scrittore e critico letterario italiano (n. 1573)
- Giulia Tofana, artigiana italiana
- Giovanni Battista Tortiroli, pittore italiano (n. 1621)
- Alonso de Ovalle, storico e gesuita cileno (n. 1603)
- Gonzalo de Rueda, vescovo cattolico spagnolo